# Алая Доун Джонсън
Алая Доун Джонсън (на английски: Alaya Dawn Johnson) е американска писателка на произведения в жанра фентъзи.

## Биография и творчество
Алая Доун Джонсън е родена на 31 март 1982 г. във Вашингтон, САЩ. Завършва през 2004 г. Колумбийския университет с бакалавърска степен по източни езици и култура. Живее и пътува много до Япония, където започва да пише.
Първият ѝ разказ „Shard of Glass“ (Късче стъкло) е публикуван през 2005 г.
През 2007 г. е издаден първият ѝ роман „Racing the Dark“ от поредицата „Духовни връзки“, чието действие се развива в Полинезия, а през 2010 г. излиза първият роман „Moonshine“ от вампирската поредица „Зефир Холис“, чието действие се развива в Ню Йорк.
През 2013 г. е публикуван дистопичният ѝ фентъзи роман „Летният принц“. Действието му се развива 400 години след като Бразилия е сполетяна от бедствия и разруха, а оцелелите живеят в града пирамида на кралството матриархат Палмареш Треш. Главната героиня Джун Коста попада в света на новия Крал и заедно с Енки създават произведения на изкуството, които разпалват искрата на недоволството срещу властта, и водят до събития живот и смърт, в които залогът е бъдещето. Номиниран е за награда за бисексуална научна фантастика.
Следващият ѝ роман „Love Is the Drug“ (Любовта е опиат) от 2014 г. е апокалиптично фентъзи, чието действие се развива в близкото бъдеще във Вашингтон. Главната героиня Емили Бърд получава амнезия и се събужда сред разпадащ се свят, засегнат от смъртоносна грипна епидемия и наложено военно положение. Тя се доверява само на аутсайдера гений Кофи, който ще ѝ помогне да разкрие най-голяма конспирация в историята на САЩ. Романът е удостоен с наградата „Андре Нортън“ за най-добър юношески фентъзи роман.
Алая Доун Джонсън живее в Ню Йорк.

## Произведения

### Самостоятелни романи
- The Summer Prince (2013)
Летният принц, изд.: ИК „Прозорец“, София (2014), прев. Богдан Русев
- Love Is the Drug (2014) – награда „Андре Нортън“

### Серия „Духовни връзки“ (Spirit Binders)
1. Racing the Dark (2007)
2. The Burning City (2010)

### Серия „Зефир Холис“ (Zephyr Hollis)
1. Moonshine (2010)
2. Wicked City (2012)
3. The Inconstant Moon (2013)

### Участие в общи серии с други писатели

#### Серия „Усукани пътувания“ (Twisted Journeys) – графични романи
10. The Goblin King (2009)
17. Detective Frankenstein (2011)
от серията има още 18 романа от различни автори

#### Серия „Тремонтейн 1“ (Tremontaine Season One)
2. The North Side of the Sun (2015)
5. The Dagger and the Sword (2015)
11. Go and Tell the Morning Star (2016)
от серията има още 10 романа от различни автори

#### Серия „Тремонтейн 2“ (Tremontaine Season Two)
5. Alive, and Home Here (2016)
от серията има още 10 романа от различни автори

### Разкази и новели
- Shard of Glass (2005)
- Third Day Lights (2005)
- Among Their Bright Eyes (2006)
- Down the Well (2008)
- Far & Deep (2009)
- The Yeast of Eire (2009)
- A Song to Greet the Sun (2009)
- The Score (2009)
- Love Will Tear Us Apart (2010)
- Their Changing Bodies (2011)
- They Shall Salt the Earth with Seeds of Glass (2013)
- A Guide to the Fruits of Hawai'i (2014) – награда „Небюла“